# Martin Pyrker

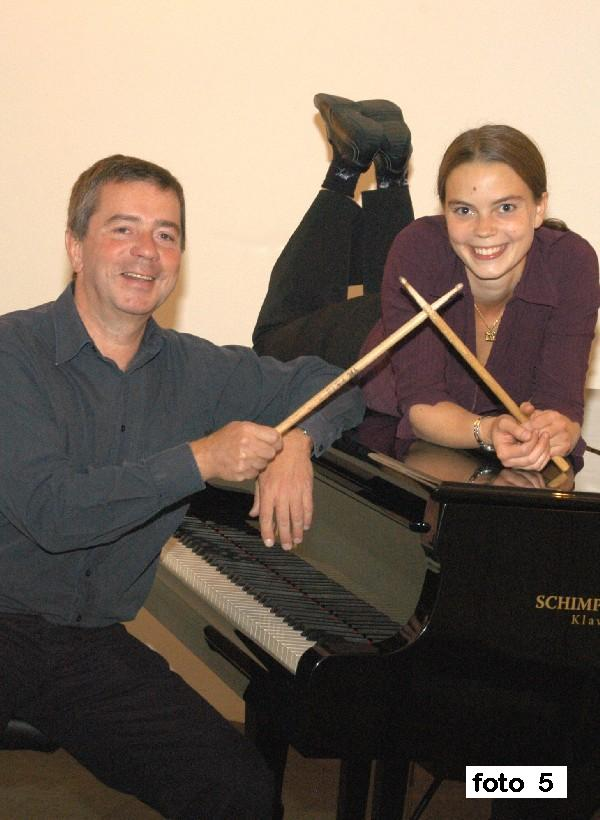
Martin Pyrker mit seiner Tochter Sabine

Martin Pyrker (* 27. August 1954 in Wien) ist ein österreichischer Boogie Woogie- und Bluespianist.

## Lebenslauf
Seine Liebe zum Klavier und damit zum Blues entdeckte Pyrker mit siebzehn Jahren, als er bereits vier Jahre Schlagzeugunterricht nahm. Eine Sendung im Radio (Living Blues von Hans Maitner) und die Begegnung mit Größen wie Vince Weber, Hans-Georg Möller und Axel Zwingenberger brachten ihn zu Boogie-Woogie und Pianoblues.
In den 70er Jahren gab er zahlreiche Konzerte. Eines davon wurde auf LP verewigt (Boogie Woogie Session Live in Vienna '76 mit Axel Zwingenberger, Hans-Georg Möller und Vince Weber) und zum Ausgangspunkt einer Renaissance von Boogie und Blues in Deutschland und Österreich.
Auch mit legendären Bluespianisten spielte er oft zusammen, so z. B. Blind John Davis, Roosevelt Sykes, Memphis Slim und Champion Jack Dupree.
Neben etwa 100 Eigenkompositionen zählen natürlich auch die Standards des Pianoblues und des Boogie Woogies zu seinem Repertoire.
Neben etwa 1500 Konzerten veröffentlichte er viele Tonträger. Seit 1999 begleitet ihn auch seine Tochter Sabine bei Konzertauftritten am Schlagzeug.

## Diskografie
- Boogie Woogie Session '76 (H. G. Möller, M. Pyrker, A. Zwingenberger)
- Wiederveröffentlichung 2015 "The Complete Recordings" (Hans-Georg Möller, Axel Zwingenberger, Martin Pyrker, Torsten Zwingenberger & Vince Weber) (2 CDs + 1 DVD)
- It's Whoopie (M. Pyrker, Jo Ann Kelly, voc. / 1978)
- Return To Blues (M. Pyrker / 1980)
- Les Nuits Jazz et Boogie Piano (Verschiedene Künstler; Festival in Paris, 1990)
- Great Boogie Woogie News (Muschalle, Pyrker, Grasser, Gugolz / 1995)
- Martin Pyrker & His Blues Friends from USA (Fort Worth Live Recordings / 2001)
- Drum The Boogie! (Martin u. Sabine Pyrker (dm) / 2002)
- A Father's Dream (Martin u. Sabine Pyrker (dm) / 2007)
- Boogie Woogie Storm – Martin Pyrker plays Chamber Blues (featuring Gine Heiger (voc), Michal Hudec (b), Sabine Pyrker (dm) / 2009)
- DVD: A Father's Dream (Martin u. Sabine Pyrker (dm), 3 Duos mit Axel Zwingenberger / 2004)